# ويليام نيلسون كرومويل
ويليام نيلسون كرومويل (بالإنجليزية: William Nelson Cromwell)‏ هو محامي وشخصية أعمال أمريكي، ولد في 17 يناير 1854 في بروكلين في الولايات المتحدة، وتوفي في 19 يوليو 1948.